# Daemonorops ochrolepis
Daemonorops ochrolepis är en enhjärtbladig växtart som beskrevs av Odoardo Beccari. Daemonorops ochrolepis ingår i släktet Daemonorops och familjen Arecaceae.
Artens utbredningsområde är Filippinerna. Inga underarter finns listade i Catalogue of Life.